# Ethno-jazz
Ne doit pas être confondu avec l'Éthio-jazz (jazz éthiopien).
 (juillet 2011).
Améliorez-le ou discutez des points à vérifier. 
Sous-genres
Jazz manouche, latin jazz (jazz afro-cubain), éthio-jazz, afrobeat, jazz du Maghreb, blues touareg, Cape jazz, créole jazz, jazz fusion
L'ethno-jazz, ou world jazz, est un sous-genre musical du jazz et des musiques du monde. Certains de ses rythmes et harmonies prennent leurs sources dans d'autres continents comme l'Afrique, l'Asie ou l'Amérique latine. Il caractérise autant le jazz quand il prend des sonorités du monde, que les musiques du monde quand elles se teintent de jazz. 
Il fut souvent synonyme de musiques du monde avant les années 1990.
Pharoah Sanders, Don Cherry, Jan Garbarek, Manu Dibango et Miriam Makeba en sont les figures marquantes. [réf. nécessaire]

## Dénomination
Une signification nouvelle du mot ethno voit le jour après 1990 avec la mondialisation ainsi qu'avec le succès des musiciens et groupes ethno. Depuis, les milieux du jazz préfèrent le terme de « world jazz » plutôt que d'ethno-jazz[réf. nécessaire].

## Caractéristiques
L'ethno-jazz est synonyme d'une musique qui s'exprime au moyen des standards et des structures du jazz (thème — improvisation — thème ou ses variantes) mais dont les thèmes et/ou le rythme et/ou l'harmonie s'inspirent des musiques du monde — en particulier du pays d'où la musique est jouée — plutôt que du Real Book, du swing et de l'harmonisation jazz américaine[réf. nécessaire]. Du point de vue européen et américain, il s'agit surtout d'une musique venue des pays émergents, en particulier d'Asie et d'Afrique[réf. nécessaire].
Le jazz issu des pays d'Amérique latine et des Caraïbes, bien qu'ayant déjà sa dénomination jazz latin ou « latin jazz », pourrait également être qualifié d'ethno-jazz de ce point de vue, à la seule différence que ses thèmes (de Bossa Nova par exemple) sont devenus des standards de jazz : The Girl from Ipanema, Spain, etc.

## Histoire
L'ethno-jazz commence aux États-Unis, lorsque les jazzmen incorporent à leurs compositions des sonorités venant d'Orient, d'Amérique latine ou d'Afrique. Avec la diffusion du jazz dans le monde, des artistes émergent ailleurs qu'aux États-Unis. Ils intègrent dans leur musiques des éléments des musiques traditionnelles de leurs pays. Des morceaux précurseurs du genre comprennent : Song of India par Tommy Dorsey, Indian Love Call par Artie Shaw, Redskin Rumba et Cherokee par Charlie Barnet, et Begin the Biguine par Cole Porter.

## Groupes et musiciens notables

### Musiciens
- Mario Bauzá (1911-1993), jazz afro-cubain
- Chano Pozo (1915-1948), jazz afro-cubain
- Bebo Valdés (1918-2013), jazz afro-cubain

- Dave Brubeck (1920-2012) : Jazz Impressions of Eurasia (1958), Jazz Impressions of Japan (1964)
- Yusef Lateef (1920-2013)
- Mongo Santamaría (1922-2003), jazz afro-cubain
- Guy Warren (en) (1923-2008), afro-jazz
- Charlie Byrd (1925-1999)
- John Coltrane (1926-1967)
- Randy Weston (1926-2018), sonorité africaines et gnaouas
- Stan Getz (1927-1991)
- Antônio Carlos Jobim (1927-1994), Latin jazz brésilien, cofondateur du style bossa nova
- Joe Harriot (1928-1973) : Indo-Jazz Suite (1966), Indo-Jazz Fusion I & II (1967-1968)

- John Mayer (1930-2004), indo-jazz
- João Gilberto (1931-2019), Latin jazz brésilien
- Joe Zawinul (1932-2007)
- Miriam Makeba (1932-2008)
- Manu Dibango (1933-2020)
- Abdullah Ibrahim - Dollar Brand (1934-), jazz et sonorité sud-africaines
- Dino Saluzzi (1935-)
- Don Cherry (1936-1995)
- Amancio D'Silva (en) (1936-1996)
- Alice Coltrane (1937-2007), sonorités d'Orient et d'Extrême-Orient
- Milcho Leviev (en)(1937-2019), jazz et sonorités bulgares
- Fela Kuti (1938-1997), sonorités yorubas

- Pharoah Sanders (1940-2022)
- Jim Pepper (en) (1941-1992, jazz et sonorités amérindiennes
- Mor Thiam (1941-), jazz aux sonorités sénégalaises
- Chucho Valdés (1941-), jazz afro-cubain
- Don Pullen (1941-1995)
- John McLaughlin (1942-), jazz et sonorités indiennes
- Didier Malherbe (1943-), flûtes d'Orient, d'Afrique et d'Occident[3]
- Collin Walcott (1945-1984)
- Alain Jean-Marie (1945-), jazz et sonorités antillaises
- Dave Holland (1946-) : Hands (2010), jazz et sonorité flamenco
- Billy Bang (1947-2011), jazz aux sonorités vietnamiennes
- Jan Garbarek (1947-)
- Ray Lema (1946-), jazz et musique congolaise
- Maddi Oihenart (1956-), jazz aux sonorités basques
- Rabih Abou-Khalil (1957-), Jazz libanais
- Sainkho Namtchylak (1957-), sonorités mongoles chamaniques
- Anouar Brahem (1957-)
- Nana Simopoulos (1958-)
- Nguyên Lê (1959-)
- Mario Canonge (1960-), jazz et sonorités antillaises
- Jan Wouter Oostenrijk (1965-)
- Leon Parker (1965-)
- Dhafer Youssef (1967-)

- Ablaye Cissoko (1970-)
- SeBa (1973-)
- Blick Bassy (1974-), jazz vocal camerounais
- Habib Meftah Bushehri (en) (1978-)
- Elias Nardi (1979-)
- Ibrahim Maalouf (1980-), jazz et sonorités orientales
- Mariko Ebralidze (1984-)
- Naïssam Jalal (1984-), jazz et sonorités orientales
- Mohamed Najem (1984-), jazz, musique arabe et classique
- Grégory Privat (1984-), jazz et sonorités antillaises
- Faraj Suleiman (ar) (1984-), jazz et sonorités palestiniennes
- Arnaud Dolmen (1985-), jazz et sonorités antillaises
- Adrian Coriolan Gaspar (1987-)
- Salvador Sobral (1989-), jazz aux sonorités du fado

### Groupes
- Shakti (1974-1978), groupe britannique et indien
- Pat Metheny Group (1978-2005), jazz au multiples influences (latines, indiennes...)
- Osibisa (1969-), afro-rock
- Gunesh (1970-2013), groupe d'ethno-jazz turkmène[4]
- Jazzirama, groupe de world jazz d'Ouzbékistan[5]
- Iriao, groupe de world jazz géorgien
- DakhaBrakha, folk jazz ukrainien
- Le Trio Joubran, groupe d'oudistes palestiniens
- Hadouk, jazz aux influences diverses, et notamment arméniennes
- L'Ensemble Shanbehzadeh (en) (1990-), sonorités iraniennes
- Delgres, blues et sonorités antillaises
- Bratsch (1972-2014), groupe français mêlant les musiques jazz, tzigane, russe, yiddish et arménienne.
- Codona

## Festivals
- Musiques métisses (Angoulême, France)
- Métis Plaine Commune (Saint-Denis, France)
- Ethno Jazz Festival (Chisinau, Moldavie)
- Jazz au Chellah (Rabat, Maroc)